# Dudleben
Dudleben war ein Gebiet im südlichen Böhmen im Mittelalter. Es bezeichnete wahrscheinlich keinen westslawischen Stamm.

## Lage
Das Gebiet erstreckte sich um die Burg bei Doudleby im äußersten Süden Böhmens. 1461 wurde eine Provincia Dudleben erwähnt.

## Geschichte
Im 9. Jahrhundert gab es eine Grafschaft Dudleben im Fürstentum Niederpannonien. Es ist unklar, ob das Gebiet in Böhmen gemeint war. In der Regionalgeschichtsschreibung wird es meist (irrtümlich?) einem vermuteten Territorium in der südlichen Steiermark zugeordnet, wo einmal 861 ein Ort Dudleipin erwähnt wurde.
Um 943 erwähnte der arabische Gelehrte al-Masudi einen Stamm der Dulaba neben anderen Stämmen, unter anderem den Stodoranen. Dessen Fürst hieß Waničslaf. In der Geschichtsforschung wurde dieser meist mit König Wenzel von Böhmen identifiziert.
Für das Jahr 961 wurde erstmals die Burg Doudleby im Besitz des Slavnikidenfürsten Slavnik erwähnt. Der Ort wurde als Zentrum des Gebietes der Duleben interpretiert. 1461 wurde eine Provincia Dudleben erwähnt.
Sonstige Erwähnungen eines angeblichen Stammes der Dudleben sind nicht bekannt.

## Weitere Territorien mit ähnlichen Namen
- Duleben, slawischer Stamm am oberen Bug in Wolhynien in der heutigen westlichen Ukraine. Nur einmal für das 10. Jahrhundert erwähnt.
- Dudleipin, Ort unbekannter Lage in der südlichen Steiermark im Fürstentum der Karantanen, nur 870 erwähnt.[3]